# Til en lille pige
Til en lille pige er en efterladt digtsamling, skrevet af Tove Ditlevsen og udgivet i 1978 efter hendes død.